# Brikett

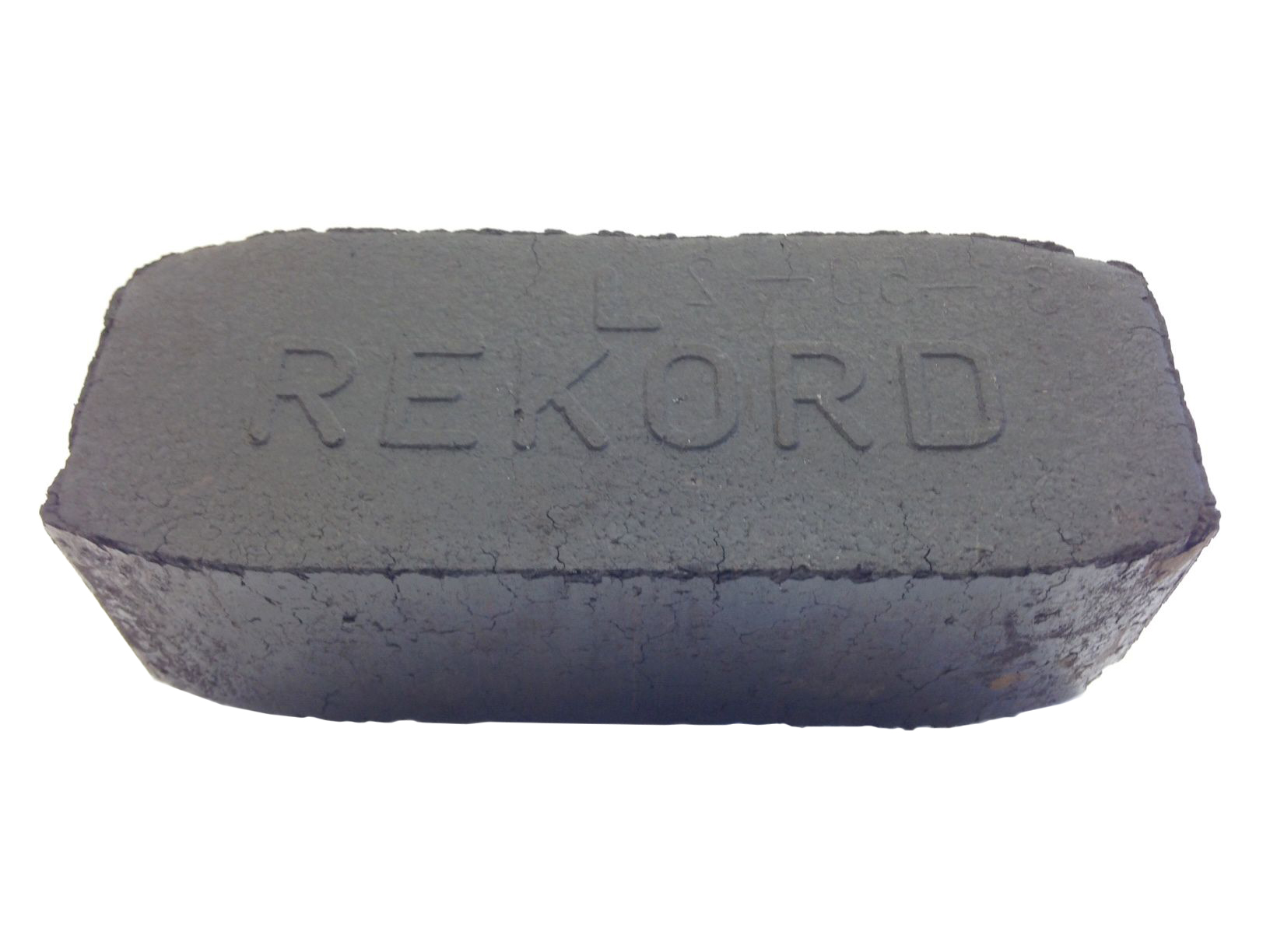
Braunkohlebrikett

Das Brikett ist das Ergebnis der Brikettierung, bei der ein Rohmaterial zerkleinert und mittels Brikettierpresse in eine einheitliche Form gepresst wird. Ist die Form sehr klein (unter ca. 2 cm Durchmesser), nennt man die Pressung „Pelletierung“ und das Produkt Pellets.

## Geschichte
Bis zum Ende des 20. Jahrhunderts waren im deutschen Sprachraum vor allem Briketts aus Braunkohle verbreitet; deshalb wird das Wort Brikett umgangssprachlich häufig als Synonym für Braunkohlebrikett verwendet. Braunkohlebriketts werden ohne Bindemittel unter hohem Druck gepresst und sind prismatisch geformt. Im Rheinland sind Briketts als Klütten bekannt. Im engeren Sinne sind Klütten jedoch durch ihre vorindustrielle Erzeugung und den höheren Wassergehalt klar von modernen Briketts zu unterscheiden. In der Fachsprache der Kohle gibt es auch die Eiformbriketts. Diese werden aus zermahlener Steinkohle hergestellt, wobei Steinkohlenteerpech als Bindemittel verwendet wird.

## Etymologie
Das französische Wort briquette ist die Verkleinerungsform von französisch brique ‚Ziegelstein‘. Das Lehnwort soll im 19. Jahrhundert zunächst als scherzhafte Bezeichnung für die Brotbüchsen der saarländischen Bergleute („geformte Presskohle“) ins Deutsche gelangt sein.

## Brikettierung von Kohle

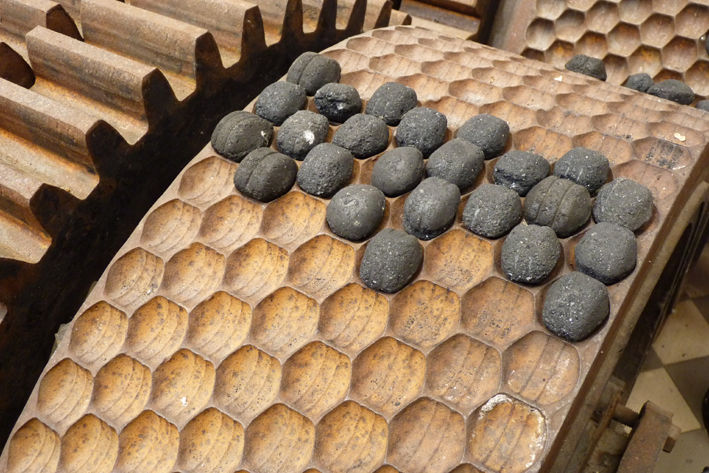
Eierkohlen-Brikettpresse

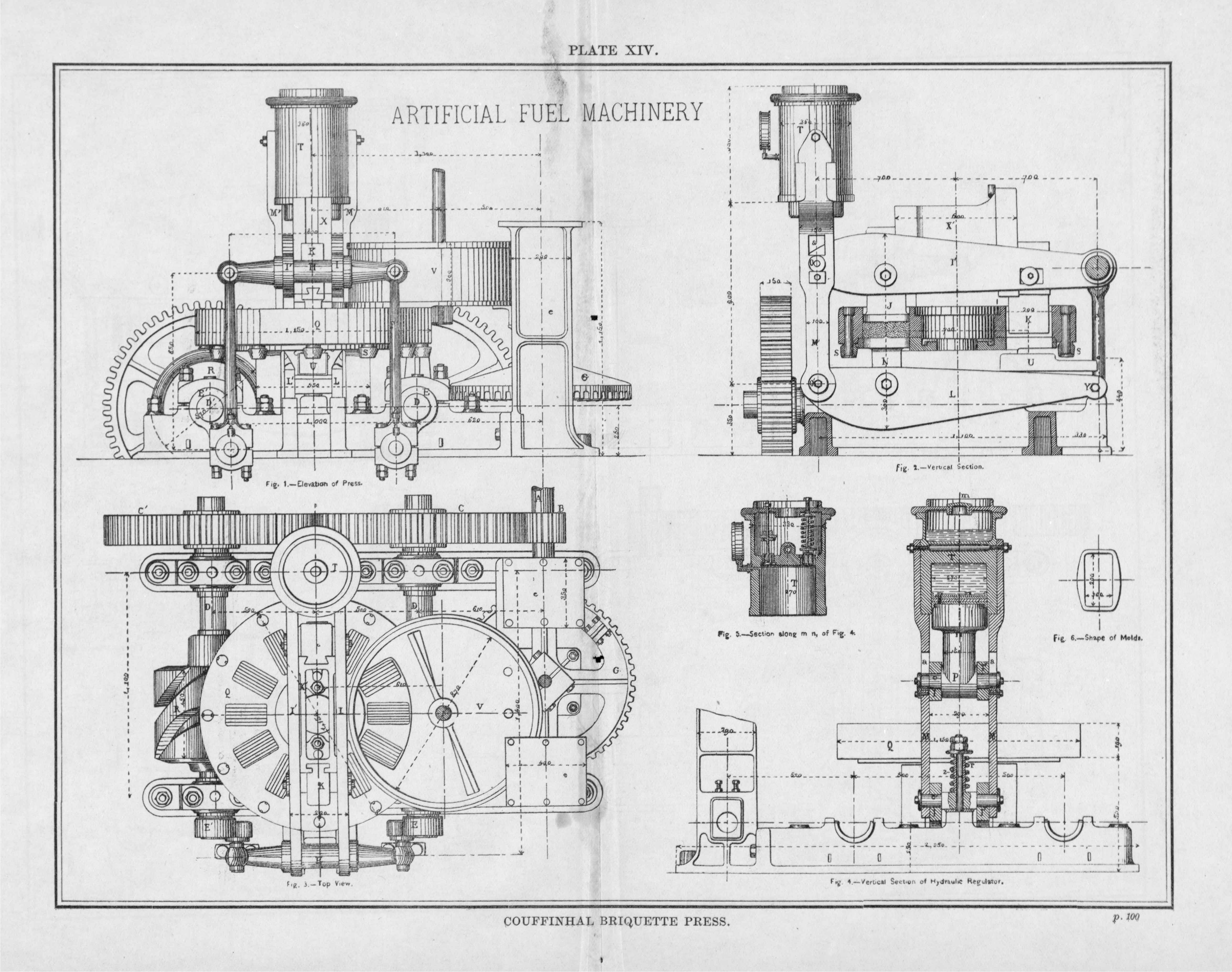
Couffinhal-Brikettpresse, um 1900

Zur Herstellung von Briketts aus Steinkohle wird der Kohlenstaub aus der Zeche zunächst in einem Kohlenbunker zwischengelagert. Über ein Becherwerk wird er in einen Trockner geworfen und danach in einem Knetwerk bei etwa 100 °C mit in einer Pechmühle fein gemahlenem Steinkohlenteerpech vermengt. Nach der Pressung in einer Stempelpresse erfolgt ein Abkühlvorgang.
Bei Verwendung von Braunkohle wird diese stückig aus dem Tagebau zum Bunker gebracht. Im Nassdienst erfolgen das Brechen, Mahlen und Klassieren der Kohle. Im Anschluss daran wird die Kohle getrocknet und bindemittelfrei zu Briketts verpresst.
Gegenüber normaler Kohle haben quaderförmige Briketts den Vorteil, dass sie sich wegen ihrer regelmäßigen Form gut und leicht zusammenstellen bzw. stapeln lassen und demnach einen nur verhältnismäßig geringen Raum einnehmen. Sie werden daher heute auch zu Paketen gestapelt, mit Bändern zusammengehalten und ggf. in Folie eingeschweißt verkauft. Wegen ihrer im Vergleich zu kleineren Kohlestücken geringen Oberfläche und ihrer hohen Dichte nehmen sie auch bei feuchter Lagerung kaum Feuchtigkeit auf. Auch deshalb sind sie ein gutes Brennmaterial und wurden früher auch für Lokomotiven, Reisezugwagen (Abteilwagen mit Presskohlenheizung) und Dampfschiffe verwendet.
Nur für den Hausbrand bestimmt sind die ovalen Nuss- und Eierbriketts (Eierkohle), die in Walzpressen hergestellt werden. Der sonst kaum verwendbare Steinkohlenstaub (da Kohlenstaub-Luft-Gemische explodieren können, ist der Transport z. B. in Staubgutwagen aufwendig) lässt sich auf diese Weise gut verwerten.
Zwei deutsche Braunkohlebrikett-Marken sind Union-Brikett (seit 1904) und Lausitzer Rekord-Brikett. 
Viele weitere Briketthersteller, die meist auch die Kohlengrubenbetreiber waren und vor allem Steinkohle verarbeiteten, warben zum Beginn des 20. Jahrhunderts um Käufer, darunter Ilse-Brikets, Anker-Briketts oder Monopol (Echte-Hammer-Marie-Brikets) aus der Anhaltischen Mariengrube.

## Andere Briketts
Das gleiche Verfahren wird auch bei anderen festen Brennstoffen verwendet, am häufigsten bei Holz. Bei der Pressung (Brikettierung) von Holz entstehen Holzbriketts. Sehr viel kleinere Presslinge werden Holzpellets genannt. Seltener werden Briketts auch aus Pflanzenresten oder Altpapier hergestellt. Diese dürfen jedoch nur in speziell dafür zugelassenen Anlagen verbrannt werden.
Neben Brennstoffen werden unter anderem auch Erze, Abfälle, auch Schrott und Futtermittel brikettiert. Dazu zählt Eisenschwamm, der – handwerklich seit der Eisenzeit und heute weitgehend industriell – vor der weiteren Verarbeitung brikettiert wird. Die Briketts oder Pellets sind industriell Gattierungsbestandteil für Grauguss aus dem Kupolofen oder für die Stahlerzeugung im Elektrolichtbogenofen.
Zudem ist die Brikettierung von metallhaltigen Abfallschlämmen, Filterstäuben, Filterkuchen, Pulvern, Walzzundern und vergleichbaren industriellen Abfällen möglich. Dafür sollten in einem ersten Bearbeitungsschritt eventuelle flüssige Bestandteile von den Feststoffen getrennt werden. Das kann z. B. in einer Vakuum-Destillationsanlage erfolgen, um eine Oxidation der Metalle zu unterbinden. Als Output entsteht neben Öl und Wasser Metallpulver, welches in einer Brikettierungsanlage zu Metallbriketts agglomeriert wird. Die Metallbriketts können aufgrund der hohen Festigkeit und Qualität ohne weitere Prozessschritte in Gießereien oder Stahlwerken als Ressource eingesetzt werden.

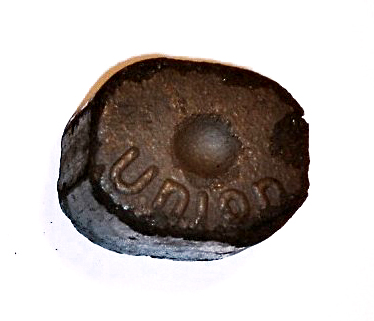
Ein 3-Zöller Union-Brikett
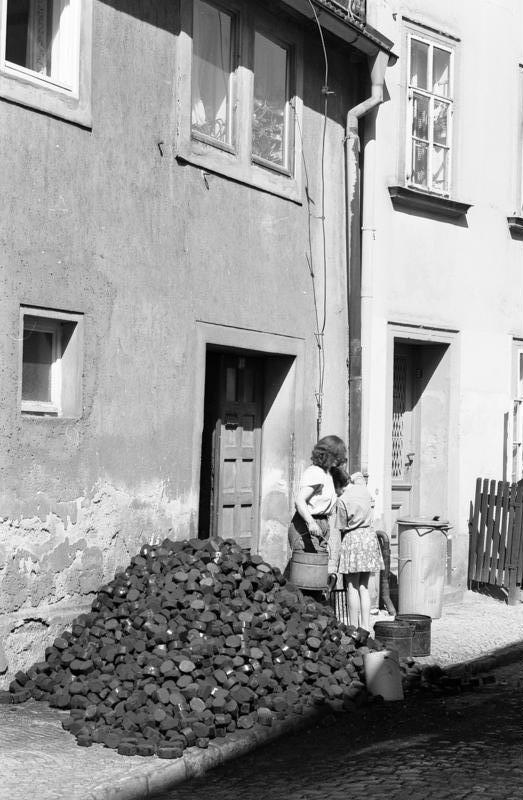
Brikett-Schüttung auf einer Straße 1991 in Naumburg (Saale)
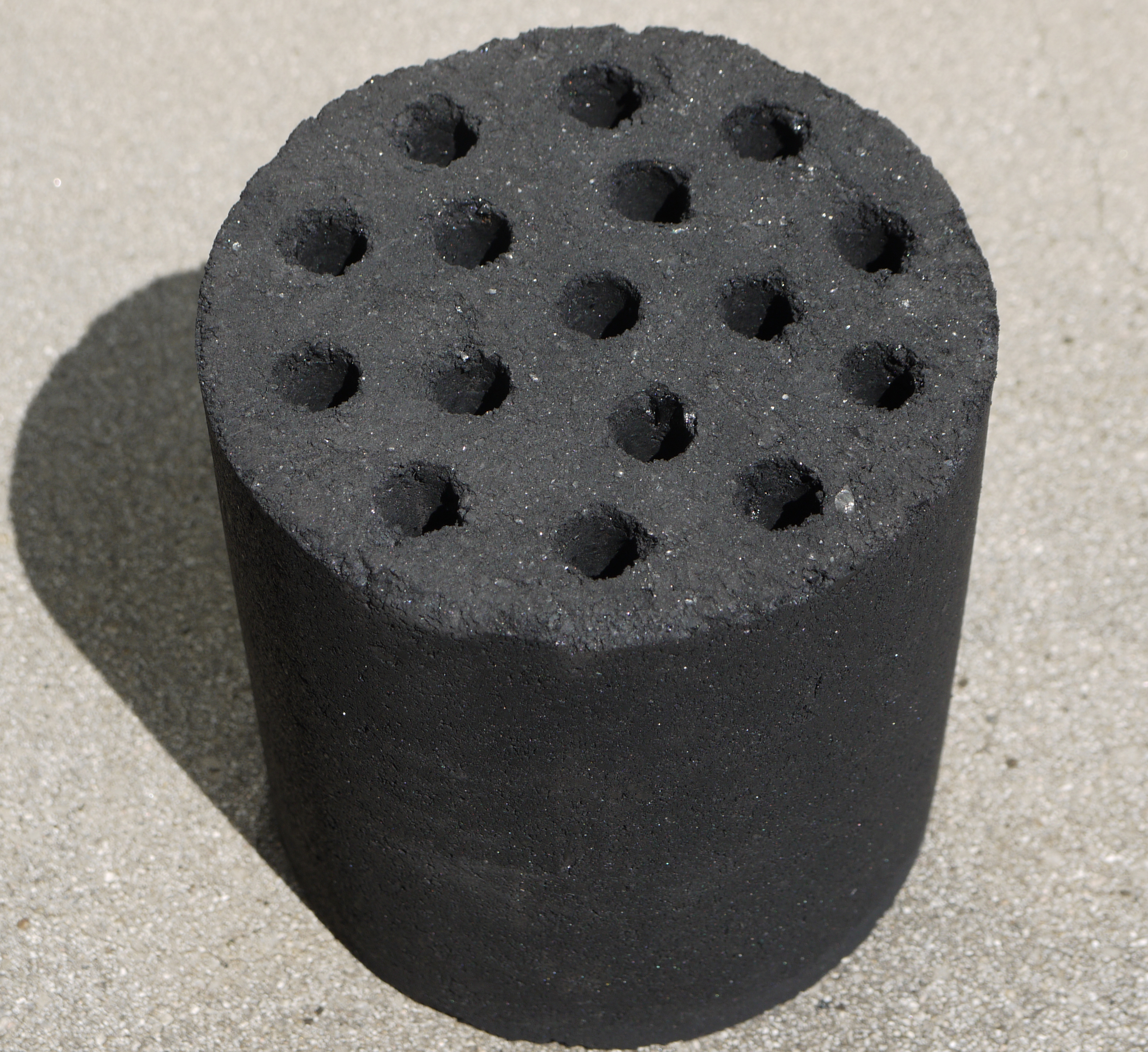
Zylindrische Form mit Brennlöchern, die in Ostasien weit verbreitet ist
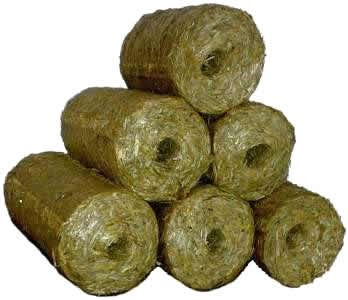
Strohbriketts
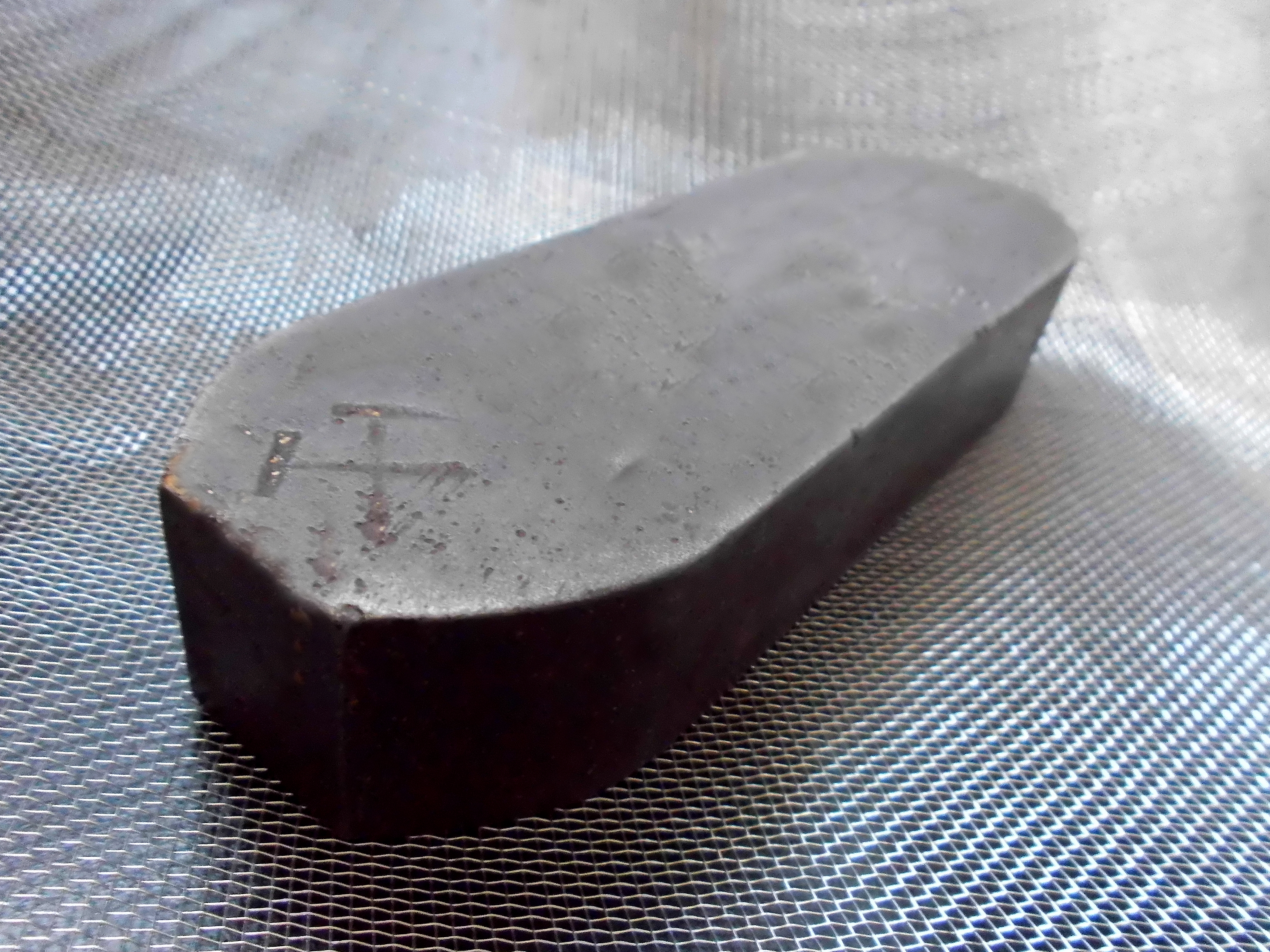
Brikett aus Stahl als Ehrenzeichen DDR